# Esenciální mastná kyselina

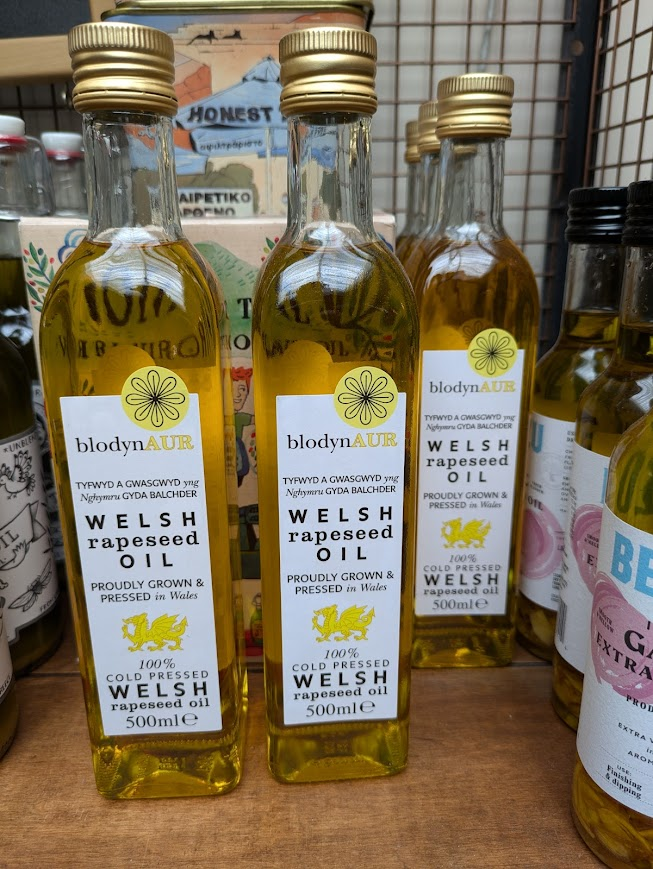
typickým příkladem potravin s obsahem esenciálních mastných kyselin jsou v kuchyni běžně užívané rostlinné oleje, např. slunečnicový, řepkový či sojový

Esenciální mastná kyselina je taková mastná kyselina, kterou lidé a další zvířata nedokážou vytvořit z jiných složek; resp. v organismu nejsou známy chemické procesy, jež by ji vytvořily. Esenciální mastné kyseliny hrají důležitou roli v energetické bilanci těchto organismů a v dalších biologických pochodech. Pro lidské tělo je jediným zdrojem esenciálních mastných kyselin potrava. 

## Mastné kyseliny esenciální pro lidský organismus

Chemická struktura kyseliny linolové

Lidské tělo není u mastných kyselin schopné vytvářet dvojnou vazbu dále než za 9. uhlíkem (počítáno od karboxylové skupiny), což vylučuje syntézu ω-3 a ω-6 mastných kyselin. Neznamená to však, že všechny mastné kyseliny obsahující dvojnou vazbu na dané pozici se řadí mezi esenciální, např. kyselina arachidonová je syntetizována z prekurzorů (kys. linolová), které mezi esenciální mastné kyseliny patří, a není ji tedy vyloženě nutné přijímat v potravě. Mezi typické mastné kyseliny esenciální pro člověka patří kyselina linolová (ω-6) a kyselina alfa-linolenová (ω-3).

### Potravinové zdroje
Nenasycený tuk v lidské stravě je z esenciálních mastných kyselin nebo z kyseliny olejové. Zdroje ω-3 a ω-6 mastných kyselin (skupina esenciálních kyselin) jsou ryby a mořští živočichové, lněná semena, maková semena, sójový olej, řepkový olej, konopný olej, semena šalvěje, dýňová semena, slunečnicová semena, listová zelenina a vlašské ořechy.

### Funkce
- snižování krevního tlaku
- snižuje bolesti, otoky a ranní tuhnutí kloubů, působí protizánětlivě
- snižuje přecitlivělost k alergenům
- tvorba buněčných membrán
- snižování hladiny triglyceridů
- snižuje tvorbu krevních sraženin
- chrání pokožku
- vliv na udržení správné teploty těla
- výživa kůže a jejích derivátů